# Fangshan
Fangshan (chiń. upr. 房山区, chiń. trad. 房山區, pinyin: Fángshān Qū) – dzielnica w południowo-zachodniej części Pekinu. Zajmuje powierzchnię 2019 km² i liczy 814 367 mieszkańców (2000). Dzielnica składa się z 8 poddzielnic, 14 gmin miejskich i 6 gmin.